# Bogdan Śliwa
Bogdan Śliwa, né le 4 février 1922 à Cracovie et mort le 16 mai 2003, est un joueur d'échecs polonais. Champion de Pologne à six reprises (en 1946, 1951, 1952, 1953, 1954 et 1960), il reçut le titre de maître international en 1953 et celui de Grand maître international honoraire en 1987. 
Il représenta la Pologne lors de sept olympiades. En 1952, il reçut la médaille d'argent individuelle au quatrième échiquier à Helsinki. Il termina dix-neuvième du tournoi interzonal de Göteborg 1955.

## Partie remarquable
En 1957, Bogdan Śliwa battit David Bronstein à Gotha (Allemagne), dans une partie célèbre.